# FLY HIGH (w-inds.の曲)
「FLY HIGH」（フライ・ハイ）は、日本の歌手グループ・w-inds.の31枚目のシングル。2012年2月22日に FLIGHT MASTERより発売。

## 概要
- 前作「You & I」より約6ヵ月ぶりのリリース。w-inds.としては初めて4形態での発売。CD+DVDの初回盤A/B/Cと、CDのみの通常盤があり、すべての盤において収録楽曲が異なる。
- 1番目のAメロは龍一、2番目のAメロは涼平がそれぞれラップを担当している。
- ジャケット写真およびPVの一部シーンは千葉県君津市にて撮影された。

## 収録曲

### 初回盤A
1. FLY HIGH
作詞：Daisuke"KM-MARKIT"Kawai, HIRO、作曲・編曲：JUNE(WAZZ UP), J'quartus(Grand Focus)
  - 日本テレビ系「ハッピーMusic」2月度オープニングテーマ
  - 日本テレビ系「ゲーマーズTV 夜遊び三姉妹」2月度エンディングテーマ
2. Put your hands up !!!
作詞：Daisuke"KM-MARKIT"Kawai、作曲：JUNE(WAZZ UP), J'quartus(Grand Focus)

### 初回盤B
1. FLY HIGH
2. Zirconia～ジルコニア～
作詞：shungo.、作曲：SKY BEATZ, ERIK LIDBOM

### 初回盤C
1. FLY HIGH
2. LIVE AT YOKOHAMA ARENA(w-inds.DANCE MEDLEY～FLY HIGH)

### 通常盤
1. FLY HIGH
2. More than words
作詞：Shoko Fujibayashi、作曲：:JUNE(WAZZ UP), J'quartus(Grand Focus)